# Vladislav Titelbah
Vladislav Titelbah (češ. Franc Ladislav Tittelbach, Lenešice, 9. jun 1847 – Beograd, 6. februar 1925) bio je srpski slikar i arhitekta.

## Biografija
Rođen je u Lenešicama kod grada Louni, gde mu je otac radio kao trgovac. U Pragu je završio srednju školu, a zatim studirao Češki tehnički univerzitet, gde se najviše bavio dekorativnom arhitekturom i uporedo pohađao slikarsku školu. Nakon završenih studija imao je nameru da ide u Rusiju, ali je umesto toga,na poziv Aleksandra Sandića profesora Novosadske realke i prijatelja njegovog starijeg brata,koji je radio kao knjigovođa,1872. došao u Novi Sad.
U Novom Sadu je najpre radio kao mernik na regulaciji Tise, a zatim kao profesor Novosadske realke. Predavao je matematiku i nacrtnu geometriju. Bio je i posljednji upravitelj Realke, pre njenog ukidanja 1875. godine.
U Novom Sadu se družio sa Svetozarom Miletićem, Mihailom Polit-Desančića i drugim istaknutim slovenofilima. Radio je i kao ilustrator šaljivog rukopisnog lista „Kamila”, koji je od 1873. izlazio u Jovičićevoj gostionici. Učestvovao je u izdavanju prvog broja ilustruvanog kalendara „Orao-veliki ilustrovani kalendar”, gde su do 1897. objavljene brojne njegove ilustracije.
U Novom Sadu se upoznao sa Katicom, rođenom Vasić, s kojom je imao ćerku Darinku i sina Stojana.
Nakon što je Novosadska realka prestala sa radom, radio je kao profesor u Osječkoj realci.
Godine 1876. porodica je prešla da živi u Beogradu. U Beogradu je radio kao profesor u Prvoj beogradskoj gimnaziji (Realna gimnazija), gde je predavao nacrtnu geometriju, a potom i u Učiteljskoj školi, na kojoj je predavao crtanje i krasnopis.
Naredne godine su objavljene su brojne njegove ilustracije u raznim stranim listovima, crteži o događajima iz Srpsko-turskog rata.
Sudeći prema očuvanim radovima, godine 1878. je boravio u Nišu i Leskovcu, a naredne godine se ponovo vratio u Beograd.
U periodu 1880—1882. je radio u Nižoj gimnaziji u Jagodini, kao profesor aritmetike, algebre, kosmografije i nemačkog jezika. Zatim se ponovo vratio u Beograd i nastavio da radi kao profesor.
Bio je i izvještač-ilustrator iz Srpsko-bugarskog rata 1885. godine.
Nakon odlaska u penziju 1899, je radio kao scenograf Narodnog pozorišta u Beogradu.
Nakon smrti sina Stojana na Krfu 1917. godine, povukao se iz javnosti. Poslednje godine života je proveo vrlo skromno. Umro je 6. februara 1925. u Beogradu. Sahranjen je na Novom groblju, u porodičnoj grobnici na groblju kod crkve Svetog Nikole. Nakon smrti je pao u zaborav.

## Rad
Kao slovenofil i poštovalac srpske istorije i kulture, zainteresovao se za rad na prikupljanju kulturno-istorijske i etnografske građe iz Srbije. Sa velikom strašću je istraživao i beležio sve što je predstavljalo materijalnu kulturu, umetnost i folklor Srbije. Detaljno je obrađivao srpsku etnografiju (srpske narodne nošnje). Ovim poslom se bavio od 1867, najprije u slobodno vreme i bez ičije materijalne pomoći, a kasnije se priključio Srpskom učenom društvu, kome je predstavio album sa svojim radovima, tražeći materijalnu pomoć, kako bi mogao da nastavi rad na terenu. Od 1881. godine ga je novčano pomagalo Srpsko učeno društvo. Zajedno sa Đorđem Milovanovićem je radio na prikupljanju materijala za Etnografski atlas.
Često je putujući po Srbiji koristio svoj foto-aparat, da bi kasnije u svom ateljeu, prema tim fotografijama radio mnogobrojne ilustracije. Smatra se da je Titelbah obavio prva fotografska snimanja manastira Studenice 1885. godine.
Kao rezultat saradnje sa Srpskom učenim društvom je predložen i od 30. januara/11. februara 1885. godine postao redovni član Umetničkog odbora ove institucije. Od 15. novembra 1892. je bio počasni član Srpske kraljevske akademije. Bio je i član Društva za umetnost u Beogradu.
Izradio je više stotina radova u ulju, akvarelu i crtežu, različite likovne vrednosti. Njegova dela su u svakom slučaju od nesumnjivog značaja kao građa za etnološke studije i proučavanja. Objavio je i nekoliko ilustracija u Glasu naroda“ i „Zastavi“ (Novi Sad, 1874.). Ilustrovao je razne knjige, narodne i pesme Branka Radičevića, a likovne priloge je objavljivao u domaćim i stranim listovima.
Sakupljene narodne nošnje, slike i crteže više puta je izlagao na stručnim izložbama u Beogradu. Svoje slike, crteže i pisani materijal je uz velike finansijske teškoće ipak uspeo da izda u nekoliko svezaka, uz pokroviteljstvo kraljice Natalije.
Njegovi radovi s predstavama narodnih tipova iz različitih krajeva Srbije, kao i vedute gradova i značajnih spomenika, nalaze se među ilustracijama u knjizi Vladimira Karića, pod naslovom „Srbija, opis zemlje, naroda i države”, koja je objavljena 1887. godine. Ovo delo je doprinio razvoju
geografsko-etnografskih istraživanja kod nas.
Autor je prvih serija razglednica koje je u Srbiji, izdala knjižara Velimira Valožića u Beogradu (od 1895). Boraveći u Jagodini, izradio je dve vedute grada viđenog sa Đurđevog brda, severnog obronka planine Juhor (1883 i 1885), vešto odabirući mesto s kojeg su se mogle videti značajne građevine u Jagodini tog vremena, kao i okolina s prirodnim karakteristikama tog kraja. Na osnovu njegovog starijeg crteža izrađena je litografija, koja je korišćena u knjizi Vladimira Karića, a s reprodukcijom crteža je, između dva svetska rata, izrađena i razglednica Jagodine iz 1883, koja za sada predstavlja najstariji izgled čitavog grada, ali i jedini sačuvani trag ovog Titelbahovog crteža.
U Narodnom muzeju u Kikindi nalaze se istorizirajući portreti kneza Lazara i knjeginje Milice, i Miloša Obilića. Poretret Miloša Obilića iz 1900, je u najvećoj meri rađen prema bakrorezu „Miloš Obilić od Pocerja” iz 1829. godine, mađarskog grafičara Samuela Lenharta. Glavne slikarske intervencije na ovoj slici tiču se animacije, individualizacije i karakterizacije Miloševog profila (orlovski nos, izvijenost i dužina obrva, kosmatost brade i brkova, krupnoća očiju), kao i detalja njegove vojne opreme (produžavanje repa Vasilisk na kacigi).
Radio je na otvaranju zanatskih škola u Srbiji i zalagao se da zanatlije koriste srpske motive na svojim proizvodima. Nastojao je da pruži i praktičnu pomoć ženama svojom knjigom „Srpski narodni vez”, u kojoj je dao kolorisane šablone za izradu ručnih radova u srpskoj stilu.
Deo crteža i akvarela na kojima su prikazani nakit, odeća, oružje, posuđe, namještaj i arhitektura, urađenim prema srednjovekovnim freskama je ustupio Narodnom pozorištu u Beogradu. Ovi radovi su korišćeni kao uzor za izradu kostima i dekora.
Kada je povodom obeležavanja 200. godišnjice od Prvog srpskog ustanka i povodom krunisanja kralja Petra I (8/21. septembra) 1904. godine organizovana Prva jugoslovenska umetnička izložba, Izloženi odbor Velikoškolske omladine je organizovao konkurs za idejno rešenje za spomenicu, koju je trebalo da dobiju svi učesnici izložbe. Na konkursu je izabran njegov predlog. Na prednjoj strani spomenice se nalaze poprsja Karađorđa i kralja Petra I Karađorđevića, a na zadnjoj strani je muška figura u narodnoj nošnji, jataganom u ruci i ženska figura u dugoj haljini (alegorija Srbije), s žezlom u desnoj ruci, dok joj je desna ruka prema gore. U pozadini su planine obasjane suncem i manastir. Spomenica prečnika 35 mm je izrađivana u zlatu, bronzi i mesingu.
Učestvovao je na izložbama u inostranstvo i za njih je dobio nekoliko medalja. Na
Svetskoj izložbi u Parizu 1889, na kojoj je zapažen i nagrađen srebrnom medaljom za zbirku akvarela pod nazivom „Kulturno-istorijske slike srpskih naroda”. Učestvovao je na Međunarodnom kongresu za antropologiju i etnografiju u Moskvi 1892, na Prvoj međunarodnoj izložbi nošnje u Petrogradu 1902—1903 i Industrijskoj izložbi u Liježu 1905. godine. Na Balkanskoj izložbi u Londonu 1907. nagrađen je zlatnom medaljom za „Album crteža narodnih ornamenata”. Učestvovao je na Sveslovenskoj izložbi ornamentike u gradu Plzenj, kao i na izložbama u Amsterdamu i Antverpenu.
Dobitnik je Ordena Svetog Save IV stepena.
Za života je uradio preko 9.000 umetničkih radova, od kojih je danas sačuvano oko hiljadu. Najveći broj njegovih radova je stradao tokom Prvog i Drugog svetskog rata. Preostali radovi se danas svrstavaju u prvorazredne istorijske izvore, za sagledavanje i tumačenje srpske narodne umetnosti s kraja 19. i početka 20. veka. Mada je njegovo delo vrlo značajno i obimno nikada nije dobilo odgovarajuće priznanje (ni u Srbiji, ni u Češkoj).
Pripremao je „Kulturnu istoriju našeg naroda”, koju je planirao da podeli na dva dela. Prvi deo pod naslovom „Kulturno stanje srpske pretkosovske države”, sa nošnjom, oružjem i drugim predmetima vezanim za srpski vlastelu, planirao je da uradi prema narodnim pesama i narodnom predanju. Drugi deo je trebalo da nosi naziv „Kulturno stanje vaskrsnute srpski države”, sa narodnom ornamentikom, keramikom, nošnjom i arhitekturom. Međutim, ovu zamisao nije stigao da realizuje.
Bio je oduševljeni pristalica češko-srpskog prijateljstva i posebno se starao da Česi koji žive u Srbiji neguju prijateljske odnose sa Srbima. Bio je aktivni član češkog društva Češka beseda u Beogradu (osnovana 1869. godine), kasnije društva „Lumir“.

## Lični život
Njegov sin je arhitekta Stojan Titelbah, projektant Novog dvora u Beogradu.

## Galerija
- Srbija, opis zemlje, naroda i države (1887)
- Манастир Св. Петка, 1890.
- Манастир Св. Петка у пределу, 1890.
- Свадбени обичају у Србији, Умјетничка галерија БиХ (1893)
- Tkanje ćilimova, ksilografija (1895)
- Miloš Obilić, ulje na platnu, 56x67 см (1900)
- Kneginja Milica (1900)
- Knez Lazar, ulje na platnu, 67,5x101 (1900)
- Marko Kraljević i Musa Kesadžija
- Hajduci (1900)

## Napomene
1. ↑  U knjizi "O Česima i njihovim potomcima u Srbiji južno od Save i Dunava" se kao mesto rođenja se navodi mesto Lenešice

## Literatura
- Trajkov, Jasmina (2009).  Tanić, Dejan, ур. „Rad Vladislava Titelbaja na istraživanju i predstavljanju srpskog kulturno-istorijskog i etnografskog nasleđa”. Koreni. Jagodina: Istorijski arhiv Jagodine. VII. ISSN 1451-3404. Приступљено 18. 5. 2017.
- „Srbija u srcu Čeha: Izložba radova Vladislava Titelbaha u Istorijskom muzeju”. Blic online. Beograd: Ringier Axel Springer d.o.o. 16. 2. 2015. Приступљено 18. 5. 2017.
- Ćirić, Sonja (12. 11. 2009).  Švarm, Filip, ур. „Pozdrav iz pretprošlog veka”. Vreme. Beograd: NP „VREME” d.o.o. Beograd. 984. Приступљено 18. 5. 2017.
- Popović, Stevan, ур. (1893). „Uz naše ilustracije”. Orao - veliki ilustrovani kalendar za 1894. godinu. Novi Sad: Arsa Pajević. Приступљено 19. 5. 2017.
- Grbović, Duško (2004). „Znamenja nastala povodom stogodišnjice Prvog srpskog ustanka u zbirci Zavičajnog muzeja u jagodini” (PDF). Koreni. Istorijski arhiv Jagodine. 2. Архивирано из оригинала (PDF) 01. 11. 2020. г. Приступљено 19. 5. 2017.
- Grujić, Jasmina (2006). „Razglednice Jagodine iz zbirke Zavičajnog muzeja 1901-1940” (PDF). Корени. Jagodina: Istorijski arhiv Jagodine. IV. Архивирано из оригинала (PDF) 24. 11. 2020. г. Приступљено 19. 5. 2017.
- Cvetković, Branislav (2011).  Kadijević, Aleksandr, ур. „Između privatnog i javnog: Stevča Mihailović” (PDF). Zbornik Matice srpske za likovnu umetnost. Novi Sad: Matica Srpska. 39. ISSN 0352-6844. Приступљено 20. 5. 2017.
- Stošić, Ljiljana (2007).  Rakocija, Miša, ур. Niš i Vizantija: Miloš Obilić, kao novi Konstantin u srpskoj umetnosti XIX veka (PDF). V. Niš: Niški kulturni centar. ISBN 978-86-83505-61-6. Приступљено 20. 5. 2017.
- Lazić, Ljiljana (2010).  Zorić, Ivanka, ур. „Izgled građanskih enterijera u Novom Sadu krajem 19. i početkom 20. veka” (PDF). Zbornik. Beograd: Muzej primenjene umjetnosti. 6. ISSN 2466-460X. Приступљено 20. 5. 2017.
- Bolović, Ana; Čeliković, Borisav (2011). Rudničko-takovski kraj u umetnosti XIX veka. Gornji Milanovac. ISBN 978-86-82877-40-0.

## Spoljašnje veze
- http://www.sanu.ac.rs/Clanstvo/IstClan.aspx?arg=567%5B%5D,